# Изабелла Урхельская (герцогиня Коимбры)
Изабелла Урхельская или Изабелла Арагонская (12 марта 1409, Балагер, Каталония — 17 сентября 1469, Коимбра) — каталонская дворянка из урхельской ветви Арагонского дома. Герцогиня Коимбры в браке с Педру, 1-м герцогом Коимбры.

## Жизнь
Старшая дочь графа Урхеля Хайме II и инфанты Изабеллы Арагонской, дочери короля Арагона Педро IV. Графство Урхель прекратило своё существование в 1413 году после восстания её отца против нового короля Арагона, Фердинанда I. Он был избран на престол Арагона в 1412 году несмотря на то, что Хайме был ближайшим законным наследником королевского дома Арагона.
13 сентября 1428 года в Алколеа-дель-Синка Изабелла вышла замуж за инфанта Педру, герцога Коимбры (1392—1449), младшего сына короля Португалии Жуана I. У них было шестеро детей: три сына и три дочери.
Педру Коимбрский был регентом Португалии с 1439 года и в 1447 году организовал брак своего молодого подопечного, короля Португалии Афонсу V, со своей дочерью Изабеллой. Он также обзавёлся могущественными врагами, в частности, домом Браганса, которые заискивали с молодым королём и сумели отстранить Педру от власти. Это привело к гражданской войне в Португалии. После того как Педру был убит в битве при Альфарробейре в мае 1449 года, его семью стали немедленно и безжалостно преследовать. Изабелла Урхельская и её дочь Филиппа скрывались, в то время как другие её дети были изгнаны из страны: Педро — в Кастилию, а Жуан, Жайме и Беатрис — в Бургундию к их тётке Изабелле Бургундской. Угрозы могущественного герцога Бургундского и мольбы дочери Педру, молодой королевы Изабеллы Коимбрской, которая умоляла своего мужа помиловать её семью, возымели действие. Вопреки советам могущественных дворян из рода Браганса Афонсу V немного смягчился и в 1450 году позволил овдовевшей герцогине Изабелле жить в Монтемор-у-Велью и Тентугале (Филиппе было разрешено поселиться в монастыре в Одивелаше, хотя, по-видимому, она позже переехала к матери). Тем не менее, дом Браганса продолжал преследовать её — Афонсу, маркиз Валенсы, пытался лишить овдовевшую герцогиню дома, и лишь новые мольбы королевы заставили Афонсу V вмешаться.
Изабелла Коимбрская воспользовалась благосклонностью короля после рождения их сына и наследника (будущего короля Португалии Жуана II) в мае 1455 года, чтобы добиться полной и окончательной реабилитацию всех членов её семьи. Останки герцога Педру Коимбрского было разрешено перезахоронить в некрополе Ависской династии в монастыре Баталья, а вдовствующая герцогиня Изабелла получала королевскую пенсию до конца жизни.
Изабелла Урхельская умерла 17 сентября 1459 года в монастыре Санта-Крус в Коимбре. Её останки были перевезены в Баталью и захоронены в гробнице супруга.

## Дети
- Инфант Педро де Коимбра (1429—1466), 5-й коннетабль Португалии и 3-й великий магистр Ависского ордена, претендент на корону Арагона (1463—1466)
- Инфант Жуан де Коимбра (1431—1457), принц Антиохийский, женат с 1456 года на Шарлотте де Лузиньян (1444—1487), королеве Кипра (1458—1460)
- Инфанта Изабелла де Коимбра (1432—1455), жена с 1447 года короля Португалии Афонсу V (1447—1455)
- Инфант Жайме де Коимбра (1434—1459), кардинал и архиепископ Лиссабона
- Инфанта Беатрис де Коимбра (1435—1462), жена с 1453 года Адольфа де Клеве (1425—1492), сеньора Рафенштейна
- Инфанта Филиппа де Коимбра (1437—1493), монахиня